# Армия Таоляо
Армия Таоляо («Таонань-Ляонинская армия») — бывшая «Армия освобождения Хингана», которая перешла на сторону японцев во время их вторжения в Маньчжурию. Принимала участие в операции Некка, захватила провинцию Жэхэ, после чего в 1933 году Армия Таоляо стала называться Армия обороны Жэхэ, а её командир Чжан Хайпэн стал губернатором Жэхэ.
Армия Таоляо была частью вооружённых сил Маньчжоу-Го. Состояла из по меньшей мере восьми отрядов. 1, 4, 5, 7 и 8-й отряды были упомянуты в борьбе против Фэн Чжаньхая и «монгольских бандитов» летом 1932 года. По состоянию на январь 1933 года численность армии составляла 40000 человек.